# I Went Hunting
I Went Hunting è un singolo promozionale del cantante britannico George Ezra, pubblicato il 3 giugno 2022 ed estratto dal terzo album in studio Gold Rush Kid.

## Tracce
1. I Went Hunting – 3:46